# Phare des Poulains
Phare des Poulains (deutsch: Leuchtturm der Fohlen) ist der Name eines Leuchtturms auf der Nordwestspitze der Insel Belle-Île, der zur französischen Gemeinde Sauzon im Département Morbihan gehört. Er hat eine Tragweite von ca. 23 Seemeilen. Bei Springflut ist der Leuchtturm von der Insel abgeschnitten.
Er wurde 1950 elektrifiziert und ist seit 1987 automatisiert.

## Sonnenkollektoren
Der Turm versorgt sich mittels 32 m² im Dach integrierte Sonnenkollektoren selbst mit Strom. Die Leistung beträgt 3 Kilowatt Peak. Mittels 800 Ah Batterien kann der Leuchtturm bis zu 10 Tagen ohne Sonne betrieben werden. Ein 7,5-kWh-Generator steht als Absicherung bereit.

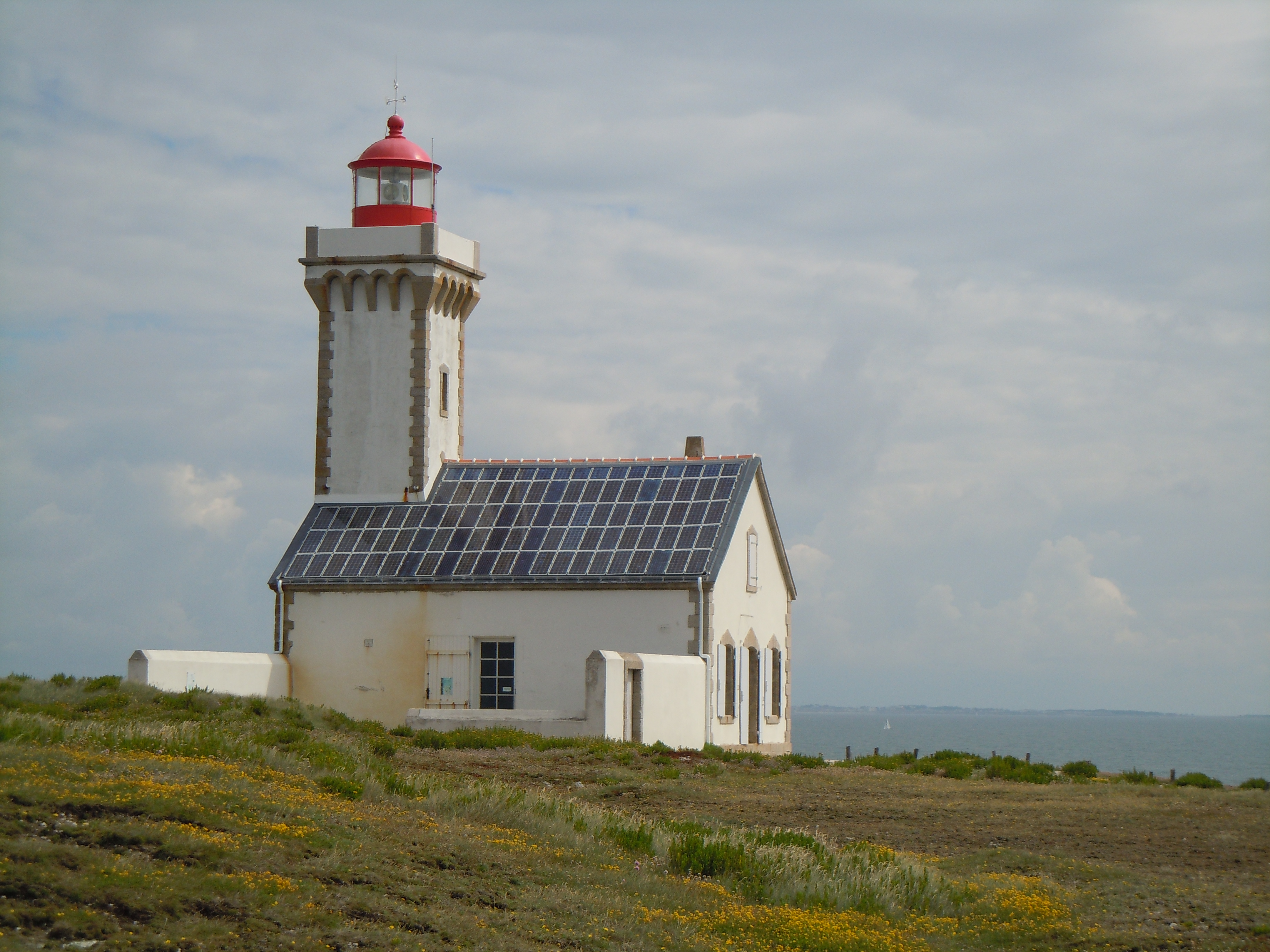
Der Leuchtturm mit Sonnenkollektoren